# Marcos de Lisboa
Marcos de Lisboa ou Marcos de Betânia, nascido em Lisboa, foi bispo do Porto de 1581 a 1591. Pertencia à Ordem de S. Francisco. Em 1574 acompanhou o rei D. Sebastião na sua primeira jornada a África.
Era filho de Salvador Luís da Silva que morreu na Índia.
Sua ordem religiosa lhe encomendou a sua crónica, que completou em três volumes. 
No seu tempo, de bispado, foram criadas três freguesias dentro da actual cidade do Porto: São Nicolau, Nossa Senhora da Vitória e São João de Belmonte.
Morreu a 13 de Setembro de 1591.